# Karim Bellarabi
Karim Bellarabi - em árabe, كريم بلعربي (Berlim, 8 de abril de 1990) é um futebolista alemão de origem marroquina que atua como ponta. Atualmente está sem clube.